# Неврит
Неври́т — ураження периферійних нервів внаслідок запалення. Є одним з варіантів нейропатії. Взагалі на сьогодні рекомендують відходити від вживання терміна «неврит» і визначати патологічний процес в цій ситуації як нейропатію.

## Загальні клінічні прояви при невритах
Прояви невриту залежать від характеристики ураженого нерва, можуть включати біль, парестезії (шпильки-і-голок), порушенням чутливості у зоні іннервації відповідного нерва (гіпестезію оніміння, відсутність больових відчуттів при уколі діагностичною голкою), парез, параліч, атрофію м'язів, яких іннервує нерв, зникнення периферичних рефлексів.

## Причини невритів
- Фізична травма;
- Інфекційні захворювання (зокрема оперізуючий герпес, хвороба Лайма, дифтерія, лепра тощо);
- Хімієтерапія;
- Променева терапія;

## Види невритів

### Неврит лицевого нерва
Виникає часто після переохолодження, грипу та інших інфекцій, рідше — запалення середнього вуха, перелому основи черепа.
СимптомиРозвивається параліч м'язів обличчя на відповідній стороні: хворий не взмозі наморщити лоба, зажмурити очі; рот скривлений у здоровий бік.
ЛікуванняАцетилсаліцилова кислота, нікотинова кислота, діуретики, антибіотики, глюкокортикостероїдні засоби, солюкс, парафін, ультразвук, напівмаска Бергон'є з йодидом калію або хлоридом кальція, ін'єкції вітаміна В1, прозерина; ЛФК, легкий масаж. При сухості очей закапувати 30% розчин сульфацила натрію.

### Неврит променевого нерва
Часто розвивається при травмах, іноді після тривалого наркозу з фіксацією руки, ін'єкції у зовнішню поверхню плеча.
СимптомиВиникає слабкість розгинателів передпліччя, кисті з атрофією м'язів, розлади чутливості на зовнішній поверхні передпліччя та на тильній стороні пальців та кисті. Кисть звисає, пальці напівзігнуті.

### Неврит ліктьового нерва
Частіше травматичний, іноді при артритах.
СимптомиПорушується згинання основних фаланг усіх пальців та приведення усіх пальців. Атрофуються міжкісткові м'язи («кігтиста лапа»), спостерігаються розлади чутливості на пальцях.

### Неврит серединного нерва
Розвивається при інфекціях, травмах
СимптомиУтруднене протиставлення І пальця («мавпяча лапа»). Чутливість порушується на зовнішній поверхні долоні та на I, II, III та половині IV пальців. Часто болі.

### Неврит стегнового нерва
Виникає часто при запальних та пухлинних захворюваннях органів малого тазу, при травмі.
СимптомиЗ'являється біль по передньовнутрішній поверхні стегна, утруднене згинання стегна та розгинання гомілки, м'язи передньої поверхні стегна атрофуються. Зникає колінний рефлекс. Позитивний симптом Вассермана (натягнення). Необхідно відрізняти від ураження кульшового суглоба, при якому з'являється біль не тільки при згинанні, але й при ротації стегна, болюче навантаження за повздовжною віссю ноги.

### Неврит сідничного нерва
Носить назву ішіас. Причини — загальні для інших невритів, остеохондроз хребта.
СимптомиЗ'являється біль у сідничній ділянці, задній поверхні стегон та гомілки, болюче розтягнення нерва: позитивні симптоми Ласега, посадки. Відмічаються гіпотонія сідничних, литкових м'язів, зниження ахілового рефлексу.

### Лабіринтит
Лабіринтит (англ. Labyrinthitis, otitis interna, vestibular neuronitis, vestibular neuritis) — це ураження нервової мережі присінково-завиткового або VIII пари черепних нервів у внутрішньому вусі. Лабіринтит проявляється запамороченням, втратою слуху, іноді виключно відчуттям дзвону у вухах. Це може бути однократним нападом, серією їх або постійним проявом, що триває більше 6 тижнів. Напади можуть перебігати з нудотою і блюванням. Вестибулярний нейронит / неврит може спричинювати ністагм.

### Неврит зорового нерва
Неврит зорового нерва — втрата зору, яка виникає протягом годин або днів з максимальним розвитком симптомів через тиждень від початку захворювання. Втрата зору відбувається у межах від мінімальної до повної. Процес однобічний, але може бути двобічним, супроводжується болем, особливо при рухах ока. При обстеженні виявляють відносну аномальну реакцію зіниці при порушенні її аферентної іннервації при однобічному чи асиметричному перебігу хвороби, набуту втрата кольорового зору, центральну, цекоцентральну, дугоподібну скотому або звуження поля зору по вертикалі; гіперемію та нечіткі межі зорового диску, перипалілярні крововиливи, поширені судини, ексудативні вогнища у папілярній ділянці, дифузну каламуть у задньому відділі склистого тіла.
Ретробульбарний неврит найчастіше розвивається на одному оці, друге око уражається через деякий час після першого. Одночасне захворювання обох очей зустрічається дуже рідко.
Причинами цього невриту є розсіяний склероз, дитячі інфекції (епідемічний паротит, вітряна віспа), деякі інші вірусні хвороби, запальні процеси оболон мозку (менінгіт, менінгоенцефаліт, тощо), орбіти, синусів, запальні процеси ока.

## Лікування невритів
Протизапальна терапія, анальгетики, вітаміни групи В, прозерин, алое. Фізіотерапія, ЛФК, масаж.